# Бристъл (бронепалубен крайцер)
Вижте пояснителната страница за други значения на Бристъл.
Бристъл (на английски: HMS Bristol, Кораб на Негово Величество „Бристъл“) е британски бронепалубен крайцер от от едноименния тип. Главен кораб на проекта.

## История на службата
„Бристъл“ е построен от корабостроителница на компанията „Джон Браун“ (на английски: John Brown & Company) в Клайдбербанк. Веднага след приемането му от флота влиза в състава на Гранд Флийт. На 22 декември 1912 г. засяда на плитчина в залива Плимут Саунд. В началото на Първата световна война е изпратен в Южния Атлантик, за да участва в унищожаването на ескадрата на адмирал Шпее, но не успява да пристигне за сражението при Фолкландските острови. На 8 декември 1914 г. пленява в района на Фолкландските острови германския транспорт „Македония“. До края на 1914 г. е в южноамерикански води, участва в търсенето на немския крайцер „Дрезден“. В началото на 1915 г. е изпратен в Средиземно море. През 1916 – 1917 г. действа в Адриатическо море. Връща се в Южния Атлантик през 1918 г. През юни 1919 г. е изваден в резерв и поставен в Портсмут. През май 1920 г. „Бристъл“ е изключен от списъците на флота.